# Veli Turini
Veli Turini – wieś w Chorwacji, w żupanii istryjskiej, w gminie Sveta Nedelja. W 2011 roku liczyła 45 mieszkańców.